# Fotbal Club Gloria Buzău
Maillots
Dernière mise à jour : 31 décembre 2024.
Le FC Gloria Buzău est un club roumain de football basé à Buzău.
Il évolue en Ligue 2 roumaine.

## Historique
- 1971 : fondation du club par fusion du Metalul Buzău et du Șoimii Buzău
- 1985 : le club se classe 5e du championnat de 1re division, ce qui constitue le meilleur classement de son histoire
- 2008 : le club atteint les demi-finales de la Coupe de Roumanie, ce qui constitue sa meilleure performance dans cette compétition

## Palmarès
- Championnat de Roumanie de deuxième division :
  - Champion : 1978, 1984
  - Vice-champion : 1974, 1977, 1983, 1990, 1991, 2003, 2007
- Championnat de Roumanie de troisième division :
  - Champion : 2002, 2013
  - Vice-champion : 2001

## Anciens joueurs
- Mihai Drăguș
- Mihai Stoichiță
- Ilie Stan
- George Timiș
- Ion Profir
- Viorel Ion
- Răzvan Ochiroșii
- Eric Bicfalvi
- Adrian Popa
- David Sánchez
- Tarek Amer
- Diogo Lézico da Silva
- Éder Bonfim
- Dino Eze
- Mansour Guèye
- Aziz Tafer
- Salih Jaber
- Nikola Jozić
- Pedro Moreira